# 리시 카푸르
리시 카푸르(Rishi Kapoor, 1952년 9월 4일 ~ 2020년 4월 30일)는 인도의 배우이다.

## 출연 작품
- 102 낫 아웃 (2018)
- 올 이즈 웰 (2015)
- 베와쿠피얀 (2014)
- 베샤람 (2013)
- 어 랜덤 데시 로맨스 (2013)
- 디데이 (2013)
- 오랑제브 (2013)
- 파 비 더 이블 아이 (2013)
- 애즈 롱 애즈 아이 라이브 (2012)
- 아그니파스 (2012)
- 퍼티알러 하우스 (2011)
- 러브 아즈 칼 (2009)
- 델리 6 (2009)
- 럭 바이 찬스 (2009)
- 나마스테이 런던 (2007)
- 옴 샨티 옴 (2007)
- 파나 (2006)
- 디스 이즈 매직 (2002)
- 다라르 (1996)
- 야라나 (1995)
- 이나 미나 디카 (1994)
- 다미니 - 라이트닝 (1993)
- 디바나 (1992)
- 쿨리 (1983)
- 사랑의 열병 (1982)
- 라푸 차카르 (1975)
- 바비 (1973)